# Som en vind
"Som en vind" (tradução portuguesa: "Como um vento") foi a canção que representou a Suécia no Festival Eurovisão da Canção 1990 que teve lugar em Zagreb. Foi interpretada em sueco pela banda Edin-Ådahl. Foi a 18.ª canção a ser interpretada na noite do evento, a seguir à canção irlandesa "Somewhere in Europe" e antes da canção italiana "Insieme:1992", interpretada por Toto Cutugno. A canção sueca ficou mal classificada: 16.º lugar (entre 22 países participantes) e recebeu 24 pontos. Apesar de ser mal classificada na Eurovisão foi um grande sucesso na Suécia, tendo alcançado o n.º 1 do top de singles e esteve durante 7 semanas no Svensktoppen de 22 de abril - 27 de abril de 1990. A banda gravou uma versão em inglês intitulada  "Like a wind".

## Autores
- Letra e música: Mikael Wendt
- Orquestração: Curt-Eric Holmquist

## Letra
Na canção compara-se o seu grande amor com um vento e sente a sua vida como um vento.